# Alfred Forstmeyer
Alfred Forstmeyer (* 17. Januar 1902 im Rheinau bei Mannheim; † 11. August 1989 in Greding) war ein deutscher Heimatforscher, Ingenieur und Ministerialrat.

## Leben
Forstmeyer wurde als Sohn des Apothekers und Chemikers Eduard Forstmeyer aus Freiburg und seiner Frau Anna geb. Lieberich aus Grünstadt in der Pfalz geboren. Er besuchte das Realgymnasium in Mannheim, schloss es mit dem Abitur ab und studierte an der TH Karlsruhe Fernmeldetechnik. Im August 1926 wurde er beim Kabelwerk Gartenfeld von Siemens und Halske eingestellt. Dort berechnete er das Weitverkehrsnetz für die Deutsche Post und berechnete wie Störungen des Nebensprechens durch Kondensatorausgleich beseitigt werden. Später war er Leiter der technischen Entwicklung von andern Kabeltypen.
1933 wurde er vom Heereswaffenamt als Referent übernommen. Am 1. Oktober 1935 wurde er zum Regierungsbaurat, am 16. Dezember 1938 zum Oberregierungsbaurat und am 6. November 1942 zum Ministerialrat befördert. Als Weitverkehrsspezialist nahm er am Frankreich- und am Afrikafeldzug teil und geriet in sowjetische Kriegsgefangenschaft. Dabei legte er im Afrikaeinsatz die VDE-Temperatur von 50 Grad im Schatten von El Azitia fest. Er kam über das Lager Sagan in Archipel Gulag in Melechowo bei Wladimir und musste im Kalksteinbruch arbeiten. Wegen Salzvergiftung und in der Folge Dystrophie kam er im August 1945 nach Deutschland zurück. Er erhielt die Bescheinigung, dass er krank und auf Lebenszeit arbeitsunfähig ist und ging zu seiner Familie nach Wilhelmsdorf.
Er war von 1949 bis 1955 Direktor beim Kabelwerk Vogel. 1955 folgte die Entlassung als bürgerliches Element. Er wechselte zur Firma Standard Elektrik Lorenz AG Stuttgart-Zuffenhausen und baute Kabelwerke in Rastatt, Mannheim, Nürnberg und Gunzenhausen. 1961 bewarb er sich beim BWB Koblenz und wurde mit der Suche für einen Platz für das Elektronikzentrum der Bundeswehr beauftragt. Danach bereitete er den Aufbau der WTD 81 in Greding vor und wurde ab 1961 deren erster Direktor. Ende 1967 ging er in Pension und wandte sich der Heimatforschung zu. 1979 wurde er zum Ehrenbürger der Stadt Greding ernannt. Er wurde auf dem Bergfriedhof II in Greding bestattet.